# Dyscheralcis
Dyscheralcis är ett släkte av fjärilar. Dyscheralcis ingår i familjen mätare.
Kladogram enligt Catalogue of Life:
| Dyscheralcis | \| \| Dyscheralcis crimnodes \| \| \| \| \| \| Dyscheralcis retroflexa \| \| \| \| |
|              | \| \| Dyscheralcis crimnodes \| \| \| \| \| \| Dyscheralcis retroflexa \| \| \| \| |
|              | Dyscheralcis crimnodes                                                             |
|              |                                                                                    |
|              | Dyscheralcis retroflexa                                                            |
|              |                                                                                    |